# 秘鲁监狱大屠杀
秘鲁监狱大屠杀发生于1986年6月18-19日，是秘鲁政府为了镇压在利马和卡亚俄监狱里同步暴动的囚犯而采取的军事行动。这场屠杀造成至少224人死亡。

## 背景
阿兰·加西亚·佩雷斯在他的总统第一任期（1985-1990年）表现出有改变其前任费尔南多·贝朗德·特里的反颠覆战略的意愿，呼吁民间社会提出解决秘鲁政治暴力问题的解决方案，以减少针对平民的人权侵犯。尽管如此，他的政府还是授权迅速、暴力地接管监狱以重新获得控制，使秘鲁的侵犯人权行为重新成为国家和国际关注的焦点。

## 暴动
1986年6月18日大约早上6时，利马和卡亚俄多个监狱的囚犯同步暴动。这起暴动发生时正值社会党国际代表大会在利马召开，阿兰·加西亚·佩雷斯领导的秘鲁阿普拉党是成员党之一。圣胡安德卢里甘乔、弗朗顿的囚犯和圣莫妮卡的女囚犯控制了监狱，劫持了狱警和三名记者作为人质。他们要求立即释放因恐怖主义而被监禁的500人。加西亚和他的政府对起义措手不及，上午10:00，紧急内阁会议召开，加西亚和军事指挥官参加了会议。三小时后，内政部长阿贝尔·萨利纳斯宣布，如果囚犯不投降，将以武力夺回监狱。当天，光辉道路在利马发动了一波袭击，造成多人死亡。

## 谈判
秘鲁政府派出了由 Caesar Samamé、Augusto Rodriguez Rabanal 和 Fernando Cabieses 组成的谈判代表团于下午4:30抵达弗朗顿监狱。但谈判并未取得成果。

## 袭击
下午6:00，由于谈判失败，秘鲁政府下令用武力夺回监狱。第一次袭击始于圣莫尼卡女子监狱，当时负责保护秘鲁边境和监狱的共和国卫队相对较快地重新控制了监狱。他们拆除了一堵墙，并向监狱内注入催泪瓦斯和麻痹气体。两小时后，人质被释放，两人死亡。
6月19日午夜，弗朗顿岛上的监狱开始遭到袭击。这次袭击是在秘鲁海军的指挥下进行的。监狱长、一名法官和检察官对海军的干预提出抗议，并宣布他们不再对监狱内因袭击事件而发生的事情负责。与此同时，内政部副部长阿古斯丁·曼蒂拉在弗朗顿岛宣布，该岛已被宣布为军事禁区，由武装部队联合司令部控制。3名秘鲁海军成员在袭击中死亡。
后来，海军在海军步兵的支援下袭击了弗朗顿的“蓝区”，那里是关押秘鲁共产党游击队成员的地方。随后，共和国卫队和秘鲁军队发起联合进攻。凌晨3:00，经过激战，游击队投降了。几个小时后，大楼里的许多囚犯都死了：大多数人都被处决。根据美国国务院的一份电报，“至少有100名囚犯被草率处决。”秘鲁政府的报告指出，卢里甘乔监狱的124名叛乱囚犯全部在袭击中死亡，至少90名囚犯被法外处决
这场屠杀在国内和国际上成为了巨大的丑闻。加西亚总统在延迟视察事件现场期间宣称，有两种可能性：“要么他们（大屠杀的肇事者）走，要么我走。”然而，肇事者没有收到任何惩罚。指挥这次行动的海军军官路易斯·詹皮特里后来成为阿兰·加西亚的副总统。

## 国会调查
随后，国际社会的愤怒给秘鲁政府造成了巨大压力，要求其成立独立调查委员会。1986年 8 月，秘鲁国会很快批准了一个特别授权机构，但关于其组成人员的政治谈判拖延了一整年。最终，1987年8月，特设调查委员会的成立获得通过，由6名参议员和7名众议员组成。这13人中7人为执政党代表，6人为反对党代表，主席则是由反对党参议员罗兰多·艾姆斯·科比安出任。国会授予该委员会4个月的时间来完成调查，最终在两个不可调和的阵营之间陷入僵局：反对派国会议员批评政府的反应，执政党议员则忠于政府，希望避免将侵权行为归咎于政府。

## 影响
屠杀发生后，秘鲁共产党宣布将6月19日定为“英雄主义日”。一年后，其成员在国立圣马尔科斯大学举行纪念仪式，并通过一份声明。